# Гіпогідротична ектодермальна дисплазія
Гіпогідротична (ангідротична) ектодермальна дисплазія (далі — ЕД) — рідкісний генетичний синдром, що характеризується рідкісним волоссям, аномальними або відсутніми зубами, зменшенням або відсутністю потовиділення та типовими рисами обличчя
Розрізняють дві клінічні форми ектодермальної дисплазії — гіпогідротичну (ангідротичну) та гідротичну.
Хвороба виявляється однаково часто у чоловіків та жінок, здебільного одразу після народження чи в перші місяці життя. Проте в жінок перебіг ектодермальної дисплазії легший.

### Історія
Уперше про цю хворобу повідомив у 1848 році А. Touraine, а детально описали її клінічні вияви незалежно один від одного J. Christ та Н. Simens у 1931 році. Саме тому в зарубіжній літературі захворювання зустрічається під назвою синдрому Кріста — Сіменса.

## Коди реєстрів
- МКБ-10 [Архівовано 24 березня 2022 у Wayback Machine.]: Q82.4
- ORPHA [Архівовано 15 березня 2008 у Wayback Machine.]:238468
- OMIM: 129490  224900  300291  305100  612132  614940  614941
- GARD: 76
- UMLS: C0162359  C0406702  C1706004

## Клінічні ознаки та симптоми
Основними клінічними ознаками є ангідроз або гіпергідроз, які викликають порушення терморегуляції, що прогресує. Порушення терморегуляції виявляється нападами гарячки без будь-яких передумов. Особливо часто гіпертермія виникає влітку і після фізичних навантажень. Основні симптоми ЕД поєднуються з кількома непостійними ознаками, зокрема фолікулярним кератозом, кератодермією, дистрофією волосся і нігтів, ураженням очей, слухового апарату, гіпогонадизмом, рідше папілярно-пігментною дистрофією шкіри чи явищами атонії.
Пацієнти із синдромом Кріста-Сіменса-Турена часто хворіють на застудні захворювання через порушення терморегуляції. Ці хворі мають характерний зовнішній вигляд: старечий вираз обличчя, втомленість, квадратний череп з вираженими лобними буграми, западина в ділянці перенісся, відстовбурчені вуха, товсті незначно вивернуті губи. Зуби рідкі, часто їх немає взагалі (аплазія). Волосся на шкірі немає, на волосистій частині голови — пушкове, вогнища облисіння, вії рідкі різної довжини, імітують симптом Пін- куса при вторинному сифілісі. Брови рідкі, волосся тонке. Періорбітальні ділянки гіперпігментовані, довкола рота і очей виражена склад частість, що імітує складки Моргана при атонічному дерматиті, а навколо рота радіарні рубці.
Внаслідок гіпофункції потових і сальних залоз прогресує сухість шкіри, дрібнопластинчасте лущення. Шкіра подібна до такої при іхтіозі.
Завдяки зниженню функції залоз слизових обо лонок розвиваються хронічний кон'юктивіт, стоматит, ларингіт, що виявляється охриплістю голосу, аж до афонії.
Більшість хворих за розумовим розвитком не відстають від однолітків. У дитинстві часті напади гарячки можуть призвести до недоумкуватості і навіть летального кінця.
У зв'язку з відносною рідкістю цієї патології та подібністю клінічних виявів з іншими дерматозами лікарі доволі часто припускаються діагностичних помилок.

### Дуже часто
- Аномалія морфології зубів;
- Аномалія зубного ряду;
- Гіподонтія;
- Гіпогідроз;
- Гіпотрихоз;
- Передчасна втрата молочних зубів;
- Рідке волосся на тілі;
- Тонка шкіра.

### Часті
- Аномальна морфологія нігтів.

### Рідкісні
- Порушення пігментації шкіри;
- Вдавлений гребінь носа;
- Екзема;
- Злоякісна гіпертермія;
- Виступний лоб;
- Товста червона облямівка.

## Лікування та застереження
Хворим призначають симптоматичну терапію: вітаміни А, Е, групи В, жирні зволожувальні креми постійно.
Рекомендовано уникати перегрівання, сонячних променів, носити сонцезахисні окуляри.
При гіпертермії призначати засоби проти гарячки.
Хворим на МСЕК встановлено встановлюють переважно ІІ або III групу інвалідності.